# Biblioteka Narodowa Aruby
Biblioteka Narodowa Aruby (pap. Biblioteca Nacional Aruba) – biblioteka narodowa Aruby, terytorium zależnego od Holandii w mieście Oranjestad. Przewidziana jest jako repozytorium dziedzictwa kulturowego Aruby, pełni też funkcję bilioteki publicznej.
Biblioteka powstała 20 czerwca 1949 roku. Posiada filię w Sint Nicolaas i drugi budynek w Oranjestaad.
Na stronie http://bna.aw/digital można korzystać z internetowych zbiorów biblioteki.

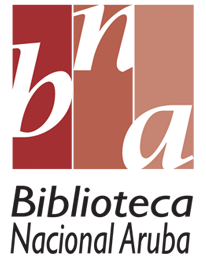
Logo biblioteki